# Nîjnea Iablunka, Turka
Nîjnea Iablunka (în ucraineană Нижня Яблунька) este o comună în raionul Turka, regiunea Liov, Ucraina, formată numai din satul de reședință.

## Demografie
Componența lingvistică a comunei Nîjnea Iablunka
     Ucraineană (99,86%)
     Alte limbi (0,14%)
Conform recensământului din 2001, majoritatea populației comunei Nîjnea Iablunka era vorbitoare de ucraineană (99,86%), existând în minoritate și vorbitori de alte limbi.